# Sean Bean
Sean Bean, nato Shaun Mark Bean (Sheffield, 17 aprile 1959), è un attore britannico.
Bean ha preso parte a numerose serie televisive ed ha anche lavorato come doppiatore di videogiochi. Noto per la sua versatilità, ha interpretato una vasta gamma di ruoli: il pericoloso terrorista Sean Miller in Giochi di potere, il mercenario dilettante Spence in Ronin, il magnate Ian Howe nel film Il mistero dei Templari - National Treasure e il maligno capo di una banda di rapinatori Patrick Koster in Don't Say a Word.
I suoi ruoli più conosciuti sono il cattivo Alec Trevelyan in GoldenEye, film della serie di James Bond, Boromir, nella trilogia de Il Signore degli Anelli diretta da Peter Jackson, Ulisse nel film Troy di Wolfgang Petersen, ed Eddard Stark nella serie televisiva Il Trono di Spade. Nel Regno Unito ha ottenuto grande successo con la serie televisiva Sharpe. Nel 2013 ha ricevuto un Emmy Award come miglior attore in una serie straniera per il suo ruolo in Accused ed è stato candidato miglior attore ai Royal Television Society Awards. L'attore è inoltre noto per la morte di molti personaggi da lui interpretati.

## Biografia
Sean Mark Bean, figlio di Brian e Rita Tuckwood Bean, è nato nel distretto di Sheffield, South Yorkshire. Suo padre possedeva una ditta che si occupava di acciaio, mentre la madre lavorava come segretaria. Bean ha una sorella minore chiamata Lorrain. Grazie all'attività del padre, la sua famiglia fece fortuna.
Il suo primo amore è stato il calcio ed è da sempre un leale tifoso dello Sheffield United (ha anche un tatuaggio sulla spalla sinistra). Un incidente gli ha però impedito di giocare a livelli professionali. Ha iniziato a lavorare al supermercato, poi come spazzaneve ed infine nell'azienda di famiglia. Dopodiché, frequentando un corso alla Rotherham College of Arts and Technology, decise di assecondare la sua passione per l'arte e la recitazione. Dopo una serie di corsi in diverse scuole di recitazione riuscì ad accedere alla Royal Academy of Dramatic Art, dove conobbe l'attore Mark Addy, di cui è tuttora amico.
Qui si diplomò nel 1983, vincendo la medaglia d'argento per la sua interpretazione di Aspettando Godot. Lo stesso anno ha debuttato professionalmente come attore al Watermill Theatre di Newbury, nel ruolo di Tibaldo in Romeo e Giulietta.

### Gli inizi
All'inizio il suo lavoro consisteva in un misto di teatro e televisione. La sua prima apparizione sul piccolo schermo fu in una pubblicità di una birra analcolica. Tra il 1986 e il 1988 ha girato l'Inghilterra con la Royal Shakespeare Company mettendo in scena rappresentazioni di Romeo e Giulietta, Sogno di una notte di mezza estate e Fair Maid of the west. Apparve per la prima sul grande schermo nel film Caravaggio, di Derek Jarman, nel ruolo di Ranuccio Tomassoni.
Tra la fine degli anni ottanta e l'inizio degli anni novanta lavorò per la televisione britannica. Ha avuto ruoli notevoli in due produzioni della BBC: Clarissa e Lady Chatterley. Comunque fu il personaggio di Richard Sharpe a portarlo alla fama.
Questo ruolo era originariamente di Paul McGann, ma, quando questi ebbe un incidente, Bean gli subentrò. La serie di 14 puntate era basata su un racconto di Bernard Cornwell riguardante le guerre napoleoniche, ed iniziò con l'episodio Sharpe's Rifles. Questa serie seguiva le avventure di Richard Sharpe e di come passò da Sergente a Maggiore nell'esercito britannico. La serie durò dal 1993 al 1997, con 3 episodi all'anno. Ciò garantì a Bean una notevole fama nel Regno Unito. Dopo anni di annunci e smentite fu pubblicato un ultimo episodio nell'aprile del 2006, intitolato Sharpe's Challenge. Bean interpretò anche il ruolo di Lord Richard Fenton nella miniserie tv Scarlett.
La sua prima apparizione in una produzione hollywoodiana è stata nel ruolo del terrorista irlandese Sean Miller nel film Giochi di potere. Questo è stato il primo di una lunga serie di ruoli da antagonista: ha interpretato Alec Trevelyan nel film di James Bond GoldenEye (1995), l'esperto d'armi Spence in Ronin (1998), un violento in Essex Boys (2000), il maligno ladro di gioielli e rapitore di bambini Patrick Koster in Don't Say a Word, Ian Howe in Il mistero dei Templari, il Dr. Merrick in The Island (2005) e John Ryder in The Hitcher (2007).
Nel 1996 coronò il suo sogno di giocare per lo Sheffield United nel film When Saturday Comes, nel ruolo di Jimmy Muir. Anche se il film non fu particolarmente apprezzato dalla critica, l'interpretazione di Sean Bean fu apprezzata.

### Il successo

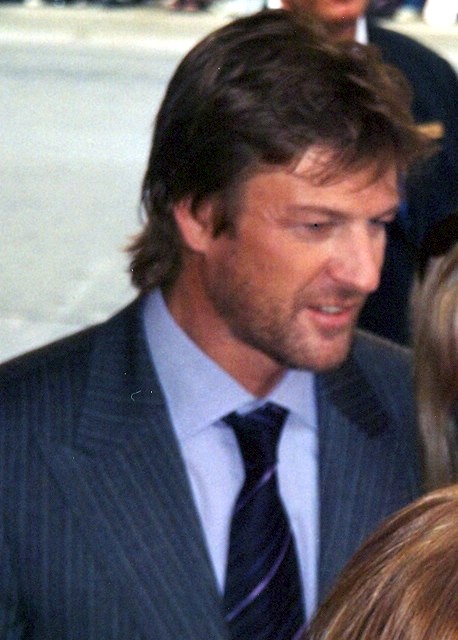
Sean Bean al Toronto International Film Festival 2005

Uno dei suoi ruoli più conosciuti è Boromir nella trilogia de Il Signore degli Anelli, anche se appare principalmente nel primo film Il Signore degli Anelli - La Compagnia dell'Anello, e solo in sporadici flashback e in scene presenti nella versione estesa nel resto della saga. A causa della sua paura di volare era riluttante a prendere l'elicottero per raggiungere le location del film. Dopo un volo un po' turbolento decise di non volare più, e questo lo costrinse a raggiungere le location con mezzi alternativi: una volta ci andò sciando, con indosso il costume di scena.
Tra una ripresa e un'altra lavorò anche come doppiatore per il pluripremiato videogioco della Bethesda Softworks il quarto capitolo della saga The Elder Scrolls, The Elder Scrolls IV: Oblivion. Durante le riprese de Il Signore degli Anelli - La Compagnia dell'Anello, Bean insieme agli altri membri del cast Elijah Wood, Sean Astin, Orlando Bloom, Billy Boyd, Ian McKellen, Dominic Monaghan e Viggo Mortensen si è fatto un tatuaggio che rappresenta il numero "9", chiaro riferimento al numero dei personaggi presenti nella Compagnia dell'Anello di cui Boromir fa parte.
I film in cui ha lavorato successivamente sono stati: Equilibrium, Troy, Il mistero dei Templari, The Dark, The Island, North Country - Storia di Josey, Silent Hill, Percy Jackson e gli dei dell'Olimpo - Il ladro di fulmini e Black Death - Un viaggio all'inferno. Un altro ruolo degno di nota è quello di Eddard Stark nella prima stagione della serie televisiva Il Trono di Spade. Nel 2018 conquista il premio British Academy Television Awards come miglior attore per Broken. Nel 2020 prende parte al film Possessor ed è la voce di uno dei personaggi di Wolfwalkers - Il popolo dei lupi. Nel 2023 interpreta Alman di Thule nel film I Cavalieri dello Zodiaco con Mackenyu e Madison Iseman.

## Vita privata
Sean Bean si è sposato cinque volte. L'11 aprile 1981 ha sposato la parrucchiera Debra James, da cui divorziò nel 1988. In seguito ha sposato il 27 febbraio 1990 l'attrice Melanie Hill, da cui ha avuto due figlie, Lorna (nata nell'ottobre 1987) e Molly (nata nel settembre 1991). La coppia divorziò nell'agosto 1997. Ha poi sposato il 22 novembre 1997 l'attrice Abigail Cruttenden, da cui ha avuto una figlia, Evie Natasha (nata nel novembre 1998). I due divorziarono nel luglio 2000. Il 19 febbraio 2008 si è sposato, per la quarta volta, con l'attrice Georgina Sutcliffe. Dal 2013 ha una relazione con Ashley Moore, che ha sposato il 30 giugno 2017. Nel settembre del 2015 Sean Bean è diventato nonno di un bambino, figlio della sua secondogenita Molly.
Il 27 luglio 2008 Bean è stato arrestato a Londra a seguito di regolare denuncia sporta dalla moglie. Secondo quanto riportato nella testimonianza, l'attore l'avrebbe brutalmente aggredita in seguito a un violento litigio, nella loro residenza a Belsize Park. Bean è stato condotto presso il commissariato di Holborn, dove è stato interrogato dagli agenti per sei ore e dove ha dichiarato che si è trattato di un "banale litigio sfuggito di mano". L'attore è stato in seguito rilasciato. I due hanno annunciato la separazione il 21 dicembre 2010.

## Filmografia

### Cinema
- Winter Flight, regia di Roy Battersby (1984)
- Caravaggio, regia di Derek Jarman (1986)
- Stormy Monday, regia di Mike Figgis (1988)
- War Requiem, regia di Derek Jarman (1989)
- Come fare carriera nella pubblicità (How to Get Ahead in Advertising), regia di Bruce Robinson (1989)
- Windprints, regia di David Wicht (1990)
- Il campo (The Field), regia di Jim Sheridan (1990)
- Giochi di potere (Patriot Games), regia di Phillip Noyce (1992)
- Shopping, regia di Paul W. S. Anderson (1994)
- Black Beauty, regia di Caroline Thompson (1994)
- GoldenEye, regia di Martin Campbell (1995)
- Sabato nel pallone (When Saturday Comes), regia di Maria Giese (1996)
- Anna Karenina, regia di Bernard Rose (1997)
- Airborne - Virus letale (Airborne), regia di Julian Grant (1998)
- Ronin, regia di John Frankenheimer (1998)
- Essex Boys, regia di Terry Winsor (2000)
- Don't Say a Word, regia di Gary Fleder (2001)
- Il Signore degli Anelli - La Compagnia dell'Anello (The Lord of the Rings: The Fellowship of the Ring), regia di Peter Jackson (2001)
- Tom & Thomas - Un solo destino (Tom & Thomas), regia di Esmé Lammers (2002)
- Il Signore degli Anelli - Le due torri (The Lord of the Rings: The Two Towers), regia di Peter Jackson (2002) – edizione estesa
- Equilibrium, regia di Kurt Wimmer (2002)
- Big Empty - Tradimento fatale (The Big Empty), regia di Steve Anderson (2003)
- Il Signore degli Anelli - Il ritorno del re (The Lord of the Rings: The Return of the King), regia di Peter Jackson (2003) – cameo
- Troy, regia di Wolfgang Petersen (2004)
- Il mistero dei Templari - National Treasure (National Treasure), regia di Jon Turteltaub (2004)
- The Dark, regia di John Fawcett (2005)
- The Island, regia di Michael Bay (2005)
- North Country - Storia di Josey (North Country), regia di Niki Caro (2005)
- Flightplan - Mistero in volo (Flightplan), regia di Robert Schwentke (2005)
- Silent Hill, regia di Christophe Gans (2006)
- The Hitcher, regia di Dave Meyers (2007)
- Outlaw, regia di Nick Love (2007)
- Far North, regia di Asif Kapadia (2007)
- Percy Jackson e gli dei dell'Olimpo - Il ladro di fulmini (Percy Jackson & the Olympians: The Lightning Thief), regia di Chris Columbus (2010)
- Cash Game - Paga o muori (Cash), regia di Stephen Milburn Anderson (2010)
- Black Death - ...un viaggio all'inferno (Black Death), regia di Christopher Smith (2010)
- Death Race 2, regia di Roel Reiné (2010)
- Age of Heroes, regia di Adrian Vitoria (2011)
- Cleanskin, regia di Hadi Hajaig (2012)
- Biancaneve (Mirror Mirror), regia di Tarsem Singh (2012)
- Soldiers of Fortune, regia di Maxim Korostyshevsky (2012)
- Silent Hill: Revelation 3D, regia di Michael J. Bassett (2012)
- Percy Jackson e gli dei dell'Olimpo - Il mare dei mostri (Percy Jackson: Sea of Monsters), regia di Thor Freudenthal (2013)
- Bad Blood - Debito di sangue (Wicked Blood), regia di Mark Young (2014)
- Jupiter - Il destino dell'universo (Jupiter Ascending), regia di Lana e Andy Wachowski (2015)
- Pixels, regia di Chris Columbus (2015)
- Sopravvissuto - The Martian (The Martian), regia di Ridley Scott (2015)
- The Young Messiah, regia di Cyrus Nowrasteh (2016)
- Drone, regia di Jason Bourque (2017)
- Possessor, regia di Brandon Cronenberg (2020)
- I Cavalieri dello zodiaco, regia di Tomek Bagiński (2023)
- Deep Cover - Attori sotto copertura (Deep Cover), regia di Tom Kingsley (2025)

### Televisione
- Metropolitan Police – serie TV, episodio 1x04 (1984)
- Punters, regia di Christopher Menaul – film TV (1984)
- Exploits at West Poley, regia di Diarmuid Lawrence – film TV (1985)
- The Practice – serie TV, episodi 2x04-2x05 (1986)
- The Storyteller – serie TV, episodio 1x09 (1988)
- Troubles, regia di Christopher Morahan – film TV (1988)
- The Fifteen Streets, regia di David Wheatley – film TV (1989)
- The Jim Henson Hour – serie TV, episodio 1x08 (1989)
- Screen Two – serie TV, episodio 6x08 (1990)
- Lorna Doone, regia di Andrew Grieve – film TV (1990)
- My Kingdom for a Horse – serie TV (1991)
- 4 Play – serie TV, episodio 2x03 (1991)
- Screen One – serie TV, episodi 3x02-3x06 (1991)
- Clarissa (Clarissa Explains It All) – serie TV, 4 episodi (1991)
- Ispettore Morse (Inspector Morse) – serie TV, episodio 6x04 (1992)
- Fool's Gold: The Story of the Brink's-Mat Robbery, regia di Terry Winsor – film TV (1992)
- Lady Chatterley – miniserie TV, 4 episodi (1993)
- A Woman's Guide to Adultery – serie TV, 3 episodi (1993)
- Sharpe – serie TV, 16 episodi (1993-2008)
- Rossella (Scarlett) – miniserie TV, episodi 1x02-1x03-1x04 (1994)
- Giacobbe (Jacob), regia di Peter Hall – film TV (1994)
- Bravo Two Zero, regia di Tom Clegg – film TV (1999)
- Extremely Dangerous – miniserie TV, 4 episodi (1999)
- Henry VIII, regia di Pete Travis – miniserie TV (2003)
- Faceless, regia di Joe Carnahan – film TV (2006)
- Crusoe – serie TV, 5 episodi (2008-2010)
- Red Riding - miniserie TV, episodi 1x01-1x03 (2009)
- The Lost Future, regia di Mikael Salomon – film TV (2010)
- Il Trono di Spade (Game of Thrones) – serie TV, 10 episodi (2011)
- Missing – serie TV, 10 episodi (2012)
- Accused – serie TV, episodio 2x01 (2012)
- Legends – serie TV, 20 episodi (2014-2015)
- The Frankenstein Chronicles – serie TV, 12 episodi (2015-2017)
- Wasted – miniserie TV, 6 episodi (2016)
- I Medici (Medici: The Magnificent) – serie TV, 8 episodi (2018)
- The Race - Corsa mortale (Curfew) – serie TV, 4 episodi (2019)
- Snowpiercer – serie TV, 24 episodi (2021-2024)
- Shardlake, regia di Justin Chadwick – miniserie TV, episodi 1x01-1x04 (2024)
- This City Is Ours - serie TV, episodi 1x01-1x02-1x03 (2025)

### Doppiatore
- The Canterbury Tales – serie TV, episodio 1x01 (1998)
- Il Signore degli Anelli: Le due torri (The Lord of the Rings: The Two Towers) - videogioco (2002)
- Due cuccioli nella savana (Pride), regia di John Downer – film TV (2004)
- The Elder Scrolls IV: Oblivion (Martin Septim) - videogioco (2006)
- Drumhead, regia di Alan Coltman – cortometraggio (2009)
- I Griffin (Family Guy) – serie animata, 1 episodio (2013)
- Robot Chicken – serie animata, 1 episodio (2014)
- Kingsglaive: Final Fantasy XV, regia di Takeshi Nozue (2016) – voce nella versione in lingua inglese
- Civilization VI – videogioco (2016)
- Hitman 2 – videogioco (2018)
- Watch the Skies, regia di Mark Byers (2019)
- Wolfwalkers - Il popolo dei lupi - regia di Tomm Moore (2020)

## Teatro (parziale)
- Romeo e Giulietta di William Shakespeare, regia di Michael Bogdanov. Royal Shakespeare Theatre di Stratford-upon-Avon (1986), Barbican Centre di Londra (1987)
- Sogno di una notte di mezza estate di William Shakespeare, regia di Bill Alexander. Royal Shakespeare Theatre di Stratford-upon-Avon (1986)
- Macbeth di William Shakespeare, regia di Edward Hall. Noël Coward Theatre di Londra (2002)

## Doppiatori italiani
Nelle versioni in italiano delle opere in cui ha recitato, Sean Bean è stato doppiato da:
- Massimo Corvo ne Il Signore degli Anelli - La Compagnia dell'Anello, Il Signore degli Anelli - Le due torri (edizione estesa), Il mistero dei Templari - National Treasure, Flightplan - Mistero in volo, Percy Jackson e gli dei dell'Olimpo - Il ladro di fulmini, The Lost Future, Il Trono di Spade, Biancaneve, Missing, Legends, Jupiter - Il destino dell'universo, Pixels, Sopravvissuto - The Martian, The Young Messiah, The Race - Corsa mortale, Shardlake, Deep Cover - Attori sotto copertura, This City Is Ours
- Fabrizio Pucci in The Island, North Country - Storia di Josey, Silent Hill, Outlaw, Red Riding, Black Death - ...un viaggio all'inferno, Silent Hill: Revelation 3D, The Frankenstein Chronicles, I Cavalieri dello zodiaco
- Luca Ward in Stormy Monday, Anna Karenina, Don't Say a Word, The Hitcher, Snowpiercer
- Antonio Palumbo in Tom & Thomas - Un solo destino, Cash Game - Paga o muori, Age of Heroes, Cleanskin
- Francesco Pannofino in Giochi di potere, Giacobbe, Equilibrium
- Pino Insegno in Caravaggio, Ronin
- Massimo Rossi ne Il campo, Death Race 2
- Raffaele Farina in Lady Chatterley
- Stefano Benassi in Rossella
- Gino La Monica in GoldenEye
- Federico Danti in Big Empty - Tradimento fatale
- Massimo Lodolo in Troy
- Roberto Draghetti in The Dark
- Luca Biagini in Crusoe
- Alessandro D'Errico in Bad Blood - Debito di sangue
- Tommaso Ragno ne I Medici
- Riccardo Lombardo in Drone
- Massimiliano Lotti in Possessor
- Edoardo Siravo in Snowpiercer (ep. 1x03)

Da doppiatore è sostituito da:
- Massimo Corvo ne Il Signore degli Anelli - Le due torri (videogioco), I Griffin
- Ricky Tognazzi in Due cuccioli nella savana
- Oreste Baldini in Robot Chicken
- Gianni Giuliano in L'Impero romano
- Massimo Bitossi in Wolfwalkers - Il popolo dei lupi
- Michele Gammino in Mummie - A spasso nel tempo